# Puck
Puck là một thị trấn thuộc huyện Pucki, tỉnh Pomorskie ở bắc Ba Lan. Thị trấn có diện tích 5 km². Đến ngày 1 tháng 1 năm 2011, dân số của thị trấn là 11249 người và mật độ 2348 người/km².